# Тезіково-Михайловський археологічний комплекс
Михайлово-Тезіково, село Наровчатського району Пензенської області біля якого розташоване Тезіково-Михайловський археологічний комплекс у складі селища бронзової доби й мордвинського могильника залізної доби.

## Тезіковське селище
Тезіковське селище було відкрито й досліджено М. Р. Полєсських.
Датується кінцем 2-го — початком 1-го тисячоріччя до Р. Х.
Були виявлені фрагменти посуду, характерні для населення фінальної стадії поздняковської культури.
Також на селищі виявлено посуд з орнаментом, традиційним для городецької культури.

## Тезіковський могильник
Тезіковський могильник датується 4-5 сторіччям й належав мокші.
Його було відкрито й досліджено М. Р. Полєсських у 1958 році. Тоді було розкрито 15 поховань.
У 1970 році В. І. Віхляєв дослідив ще 3 поховання. Уло виявлено різноманітний похоронний інвентар.